# STS-134
STS-134는 미국 인데버 우주왕복선의 마지막 발사임무이다. 일부 고장으로 발사가 연기되었다. 미국은 STS-135를 마지막으로 하여, 우주왕복선을 모두 퇴역시킬 계획이다.
국제우주정거장과 도킹하여 12명이 한자리에서 만났다.

## 같이 보기
- STS-135

1. 1 2 3  “STS-134 Press Kit” (PDF). NASA. 2018년 12월 26일에 원본 문서 (PDF)에서 보존된 문서. 2011년 5월 16일에 확인함.
2. 1 2 3  Gebhardt, Chris (2009년 6월 28일). “STS-134: PRCB Baselines Penultimate Shuttle Flight to Take AMS to Station”. 《NASASpaceflight.com》. 2010년 1월 19일에 확인함.
3. ↑  Endeavour space shuttle launch faces more delay 보관됨 5월 9, 2011 - 웨이백 머신
4. ↑  Launch slips to NET May 8
5. ↑  STS-134 launch windows
6. ↑  Moskowitz, Clara. “NASA Delays Last Launch of Shuttle Endeavour Due to Malfunction”. 《Space.com》. 2011년 4월 19일에 확인함.
7. ↑  “Space Shuttle Launch and Landing”. NASA. 2011년 5월 24일에 원본 문서에서 보존된 문서. 2011년 5월 16일에 확인함.
8. 1 2 3 4  McDowell, Jonathan. “Satellite Catalog”. 《Jonathan's Space Page》. 2013년 5월 24일에 확인함.